# Murray Macneill
Dr Murray Macneill (ur. 9 stycznia 1879, zm. 16 lutego 1951) – kanadyjski curler. Był kapitanem drużyny Nowej Szkocji, która jako pierwsza wygrała the Brier w 1927. 
W curling zaczął grać, gdy był nastolatkiem i mieszkał w Saint John w Nowym Brunszwiku. Od początku uważano go za bardzo dobrego zawodnika, był jednym z najlepszych curlerów w nadmorskich prowincjach Kanady. Po tym jak został profesorem na Uniwersytecie Dalhousie, wybrano go jako kapitana drużyny Nowej Szkocji na pierwsze mistrzostwa Kanady w curlingu. Odbyły się one w pierwszym tygodniu marca 1927 w Toronto (Granite Curling Club). 
Mecz składał się wówczas z 14 endów. Macneill i jego zespół dobrze rozpoczął mistrzostwa wygrywając 5 ze swoich 6 meczów. W ostatniej sesji gier odrobił 8 punktów straty i zdobył pierwszy tytuł mistrzowski. Po jego sukcesie Nowa Szkocja zdobywała tytuł mistrza Kanady jeszcze dwukrotnie w 1951 i 2004.
Murray Macneill grał w the Brier również w latach 1930, 1932 i 1936.

## Wyniki
| Rok   | #     | Mecze   | Mecze     |
| Rok   | #     | Wygrane | Przegrane |
| ----- | ----- | ------- | --------- |
| 1927  | 1     | 6       | 1         |
| 1930  | 4     | 4       | 5         |
| 1932  | 3     | 4       | 3         |
| 1936  | 9     | 1       | 8         |
| Razem | Razem | 15      | 17        |

## Drużyna
|           | Czwarty         | Trzeci        | Drugi            | Otwierający     |
| --------- | --------------- | ------------- | ---------------- | --------------- |
| 1935/1936 | Murray Macneill | J.R. Murphy   | Charles Burchell | A.L. Harrington |
| 1931/1932 | Murray Macneill | Cliff Torey   | Jim Donahue      | F.O. Robertson  |
| 1929/1930 | Murray Macneill | J.A. MacInnes | Jim Donahue      | J.M. Murphy     |
| 1927/1927 | Murray Macneill | J.A. MacInnes | Cliff Torey      | Jim Donahue     |